# Hexatoma (Eriocera) muiri
Hexatoma (Eriocera) muiri is een tweevleugelige uit de familie steltmuggen (Limoniidae). De soort komt voor in het Oriëntaals gebied.